# Totenkopf (insigne)

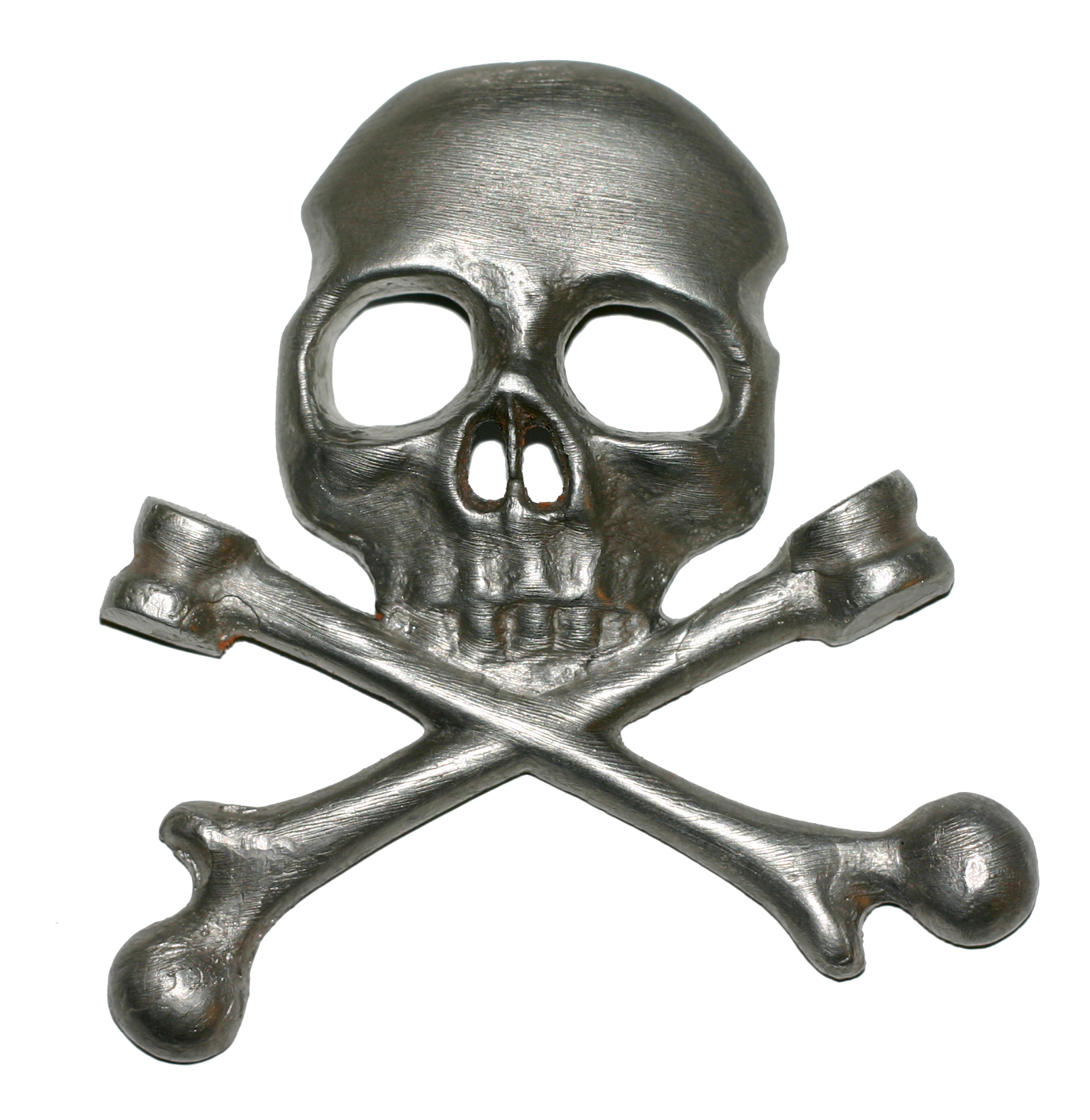
La tête de mort des hussards de la Garde, c.1815.

Pour les articles homonymes, voir Totenkopf (homonymie).
Le Totenkopf  (littéralement « tête de mort ») est un insigne utilisé par différentes composantes armées, militaires ou paramilitaires au cours de l'histoire de l'Allemagne. Il représente une tête de mort accompagnée de deux fémurs croisés. Selon les versions, la tête de mort peut être de face ou de trois-quarts, et les fémurs peuvent être placés sous la mâchoire ou derrière elle.

## Origine
L'origine de ce symbole peut être trouvée[pas clair] sur les étendards et fanions de certaines tribus germaniques au début du Moyen Âge. L'explication généralement donnée à cette utilisation est le défi du guerrier germain vis-à-vis de la mort qui peut le frapper au combat.

## L'insigne de cavalerie

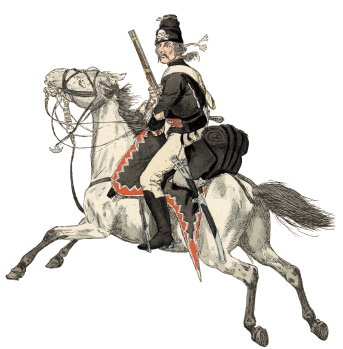
Hussard prussien du 5e régiment.

Au XVIIe siècle est créé en Wurtemberg un ordre de chevalerie, l'Orden des totenkopfs (de). En 1741, l'insigne apparaît sur les mirlitons noirs du nouveau 5e Régiment de hussards prussien. La tradition du régiment rattache le sinistre insigne aux ornements des funérailles récentes de Frédéric-Guillaume Ier. En outre, il existe d'autres explications. Entre autres, le symbole est attribué aux uniformes de guerre des Pandoures et des Hayduques. Il était surtout important que les hussards frédériciens donnent une impression élevée et sans compromis, ce qui a fait du symbole de la tête de mort un signe d'avant-garde militaire. Le 8e régiment reprend la symbolique avec un squelette entier.
À la Révolution française, un régiment de hussards français reprend le code graphique de l'insigne Totenkopf. Au début du XIXe siècle, d'autres formations prussiennes arborent le totenkopf sur leur shakos ou colback : régiment de hussards de von Prittwitz, 1er régiment de hussards du Corps, corps franc de la  Légion noire du duc de Brunswick.
À partir de la Première Guerre mondiale, les unités de cavalerie abandonnent leurs chevaux pour combattre dans les tranchées ou se mécaniser, tout en conservant leurs traditions. Le Kronprinz lui-même arbore à l'occasion le colback à tête de mort. Après guerre, la figure se retrouve dans l'insigne du souvenir des véhicules de combat et surtout sur les engins utilisés par les Freikorps, reprenant les symboliques du mépris de la Mort et du deuil (à la suite de la défaite de 1918).
L'insigne prendra toute son ampleur et sa célébrité lors de la création de la Wehrmacht, les troupes mécanisées et les dernières troupes de cavalerie se muant en troupes blindées, la tête de mort - les tibias croisés à présent derrière le crâne - est alors arborée par les équipages de véhicules combattants (tanks, half-tracks de combat, automitrailleuses, véhicules blindés de reconnaissance), et plus marginalement par les vétérans des blindés de la Légion Condor.
Il fut dès lors porté durant toute la Seconde Guerre mondiale sous forme de pattes de col en fil d'argent sur les uniformes noirs des tankistes et équipages blindés de l'Armée régulière allemande. Cette représentation de cet insigne est souvent confondue avec la suivante, notamment du fait de la similarité de la couleur d'uniforme rappelant elle aussi les hussards noirs du XIXe siècle.

## L'insigne de la SS
Il s'agit ici de l'apparition la plus célèbre du Totenkopf.
Cet insigne fut repris au cours des années 1930 par l'organisation paramilitaire nazie Schutzstaffel (SS), semble-t-il sous l'influence de Julius Schreck, ancien des Freikorps.
Devenu très rapidement un des signes d'identification de cette organisation, notamment une fois le NSDAP au pouvoir en Allemagne, il devient un symbole de l'esprit de cette organisation pour les personnes qui en sont victimes. Cette attribution est confortée par le fait que cette organisation dénommait unités Tête-de-Mort ses subdivisions chargées du système concentrationnaire.
Il fut également l'insigne d'unité de la 3e Panzerdivision SS Totenkopf, unité combattante de la Waffen-SS.
Dans la SS, cet insigne était porté sur les coiffes réglementaires de tous soldats et officiers. Il était métallique et plus grand que son homologue des unités tankistes de la Wehrmacht.

## Après la Seconde Guerre mondiale
Du fait de l'utilisation notoire de cet insigne par les SS, les organisations nazies et néo-nazies se sont à leur tour approprié le Totenkopf. On la retrouve ainsi souvent aux côtés d'autres insignes hérités du Troisième Reich en général, et de la SS en particulier, chez les partisans de ces organisations ou au cours de manifestations.

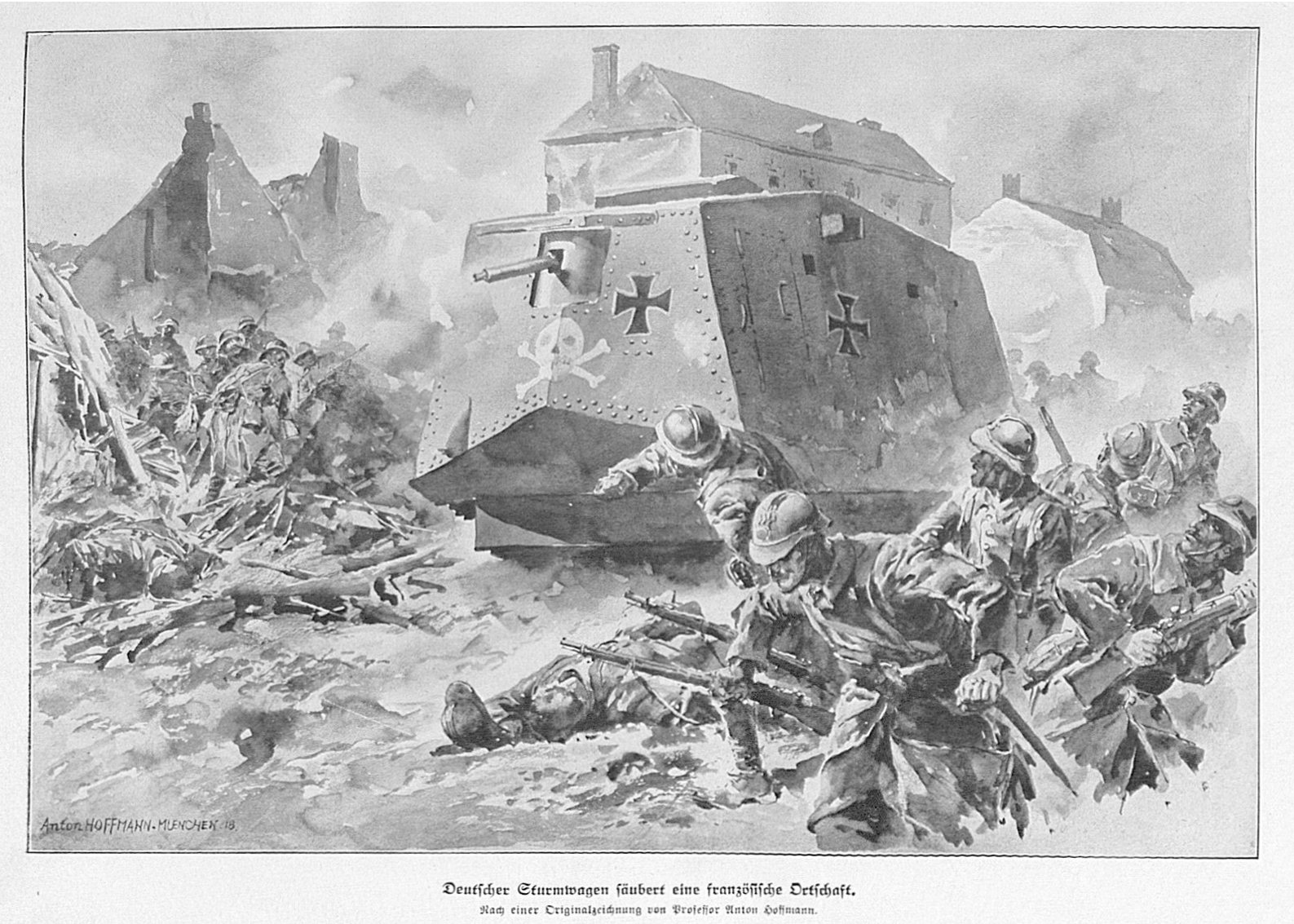
Illustration de propagande d'un sturmpanzerwagen A7V.

## Voir aussi

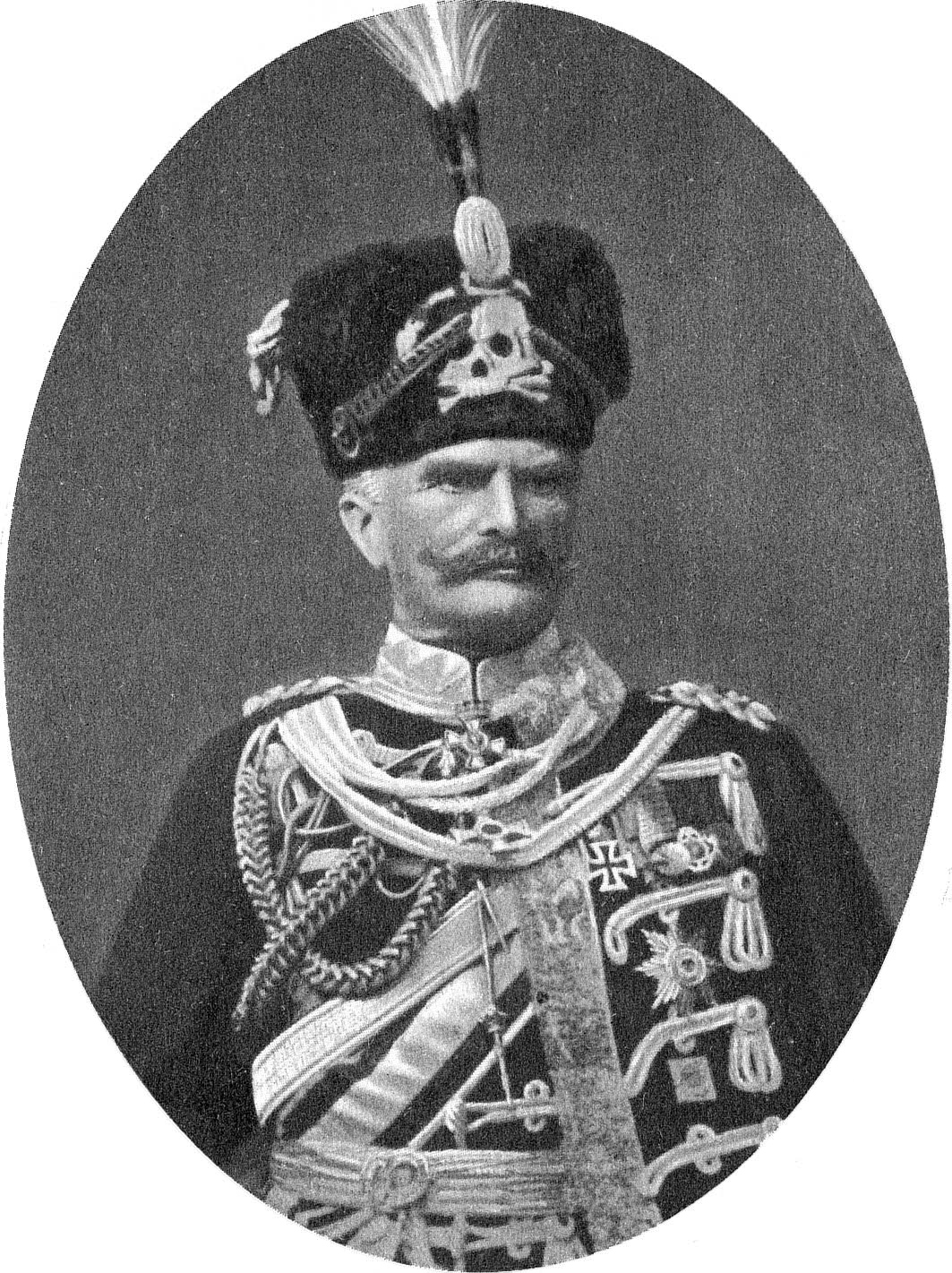
Portrait du maréchal von Mackensen en uniforme de hussard de la Garde.